# Французский синдикат кинокритиков
Французский синдикат критиков кино и телевидения (фр. Syndicat Français de la Critique de Cinéma et des Films de Télévision; до 2004 года Французский синдикат кинокритиков (фр. Syndicat Français de la Critique de Cinéma)) — профессиональное объединение писателей и журналистов, работающих в кинематографе и телевизионной индустрии. Деятельность объединения направлена на содействие свободы критики и поддержки кинопроизводства с помощью различных мероприятий.

## История и деятельность
Организация была основана 9 марта 1947 как Ассоциация французских критиков кино (фр. Association Française de la Critique de Cinéma, AFCC). В 1981 году объединение было преобразовано в профессиональную ассоциацию под названием Французский синдикат кинокритиков кино (фр. Syndicat Français de la Critique de Cinéma, SFCC). В 2004 году в знак признания работы членов объединения в телевизионной индустрии официальное название было изменено на Синдикат французских критиков кино и телевидения (Syndicat Français de la Critique de Cinéma et des Films de Télévision), хотя организация более известная сегодня под сокращенным названием. Штаб-квартира организации находится в Париже.
Синдикат, в который входит более 260 членов, действует также как национальная секция Международной федерации кинопрессы (ФИПРЕССИ). В сотрудничестве с этой международной организацией Синдикат делегирует журналистов SFCC в состав жюри международных кинофестивалей. С 1962 года SFCC проводит на Каннском международном кинофестивале Неделю критиков (с 2008 года — Международная неделя критики), являющуюся первым параллельным конкурсом (секцией) фестиваля, который направлен на открытие новых талантов. Самая престижная награда в этой секции — Гран-при Недели критики.

## Награды
Признание достижений французского и международного кино осуществляются Французским синдикатом кинокритиков, среди прочего, путём присуждения специальных наград. В 1947 году в честь французского кинорежиссёра и пионера кинематографа Жоржа Мельеса был учреждён Приз Жоржа Мельеса, который теперь присуждается как Приз синдиката кинокритиков за лучший французский фильм. С 1967 году присуждается Приз Французского синдиката кинокритиков за лучший иностранный фильм, который был основан как Приз Леона Муссинака, в честь французского кинокритика Леона Муссинака. Затем последовали категории за лучший короткометражный фильм (с 1973 года), лучший дебютный фильм (с 2000 года) и лучший французский совместный фильм на французском языке (Film singulier francophone , с 2008 года). Ассоциация также присуждает призы в категориях литературы (с 1978 года), DVD-Video и Blu-ray (с 2005 года).
С 2005 года Синдикат проводит награждение Телевизионным призом за лучшие телевизионные художественные и документальные работы.